# 大马鹿河
大马鹿河位于中华人民共和国吉林省和龙市西南部，是图们江支流红旗河的右岸支流，发源于龙城镇百里村西南长山岭东麓，蜿蜒向东流经和龙林业局马鹿沟林场、长红林场、长山岭林场，于三养屯北汇入红旗河。河长52.2千米，流域面积599平方千米，河道平均比降5.9‰。年均径流量1.78亿立方米。